# Radiostacja R-450C
Radiostacja R-450C – radiostacja szerokopasmowa przeznaczonej do tworzenia bezprzewodowych sieci pakietowych w jednostkach Sił Zbrojnych Rzeczypospolitej Polskiej.

## Charakterystyka
Radiostacja R-450C bazuje na technologii wykorzystującej programową modulację i sterowanie, tj. SDR i SCRU. Umożliwia tworzenie mobilnych sieci MANET. Mogą w niej uzyskiwać przepustowość do 8 Mb/s na dystansie do 40 km przy bezpośredniej łączności. Radiostacje tego typu instaluje się w obiektach ruchomych oraz w obiektach pracujących na postoju, np. aparatowniach RWŁC-10/T.

Podstawowym zastosowaniem radiostacji jest tworzenie bezprzewodowej infrastruktury telekomunikacyjnej IPv4 (IPv6) wykorzystywanej na potrzeby systemów dowodzenia jednostek szczebla taktycznego.

## Dane liczbowe
| Dane taktyczno–techniczne   | Dane taktyczno–techniczne |
| --------------------------- | ------------------------- |
| Rodzaj                      | pokładowa                 |
| Zakres częstotliwości pracy | 225–400 MHz               |
| Liczba numerów fal          | 176                       |
| szerokość kanału radiowego  | 1−4 MHz                   |
| Max moc transmitowana       | 20 W RMS                  |
| Modulacja                   | OFDM (BPSK, QPSK, 16QAM)  |
| Masa urządzenia             | < 20 kg                   |
| Napięcie zasilające         | +27 V (od 19 do 35 V)     |
| Temperatura pracy           | od -30 do +60 °C          |